# Luis Karril
Luis Karril Uribe (San Sebastián, 25 de agosto de 1847 - aguas cerca de la costa de San Sebastián, 19 de octubre de 1892) fue un patrón de pesca y de remo en trainera.
Es uno de los patrones más famosos de la historia y un icono del deporte de remo en banco fijo, tanto por sus logros deportivos como por su trágica muerte.
Aunque en muchos textos se indique de manera errónea que era asturiano, lo cierto es que era donostiarra, como lo era toda su familia. Era conocido con el sobrenombre de Torrekua (en euskera significa de la torre), porque vivía en la Torre, en el edificio del actual Museo Naval.

## Trayectoria deportiva
Ganó las Banderas de la Concha de 1889 y 1890. Así mismo, venció con la trainera donostiarra en el desafío de 1890 a la trainera de Ondarroa, sin duda uno de los desafíos más famosos de toda la historia del remo de traineras.

## Muerte
El 19 de octubre de 1892, mientras pescaba con su tripulación en aguas cercanas a la costa, su trainera de pesca volcó a causa de un golpe de viento. Agarrados a la quilla, uno a uno se fueron ahogando, al soltarse de la embarcación según les iban abandonando las fuerzas. Sólo se salvaron cuatro de los pescadores, y fallecieron los nueve restantes, Luis Karril entre ellos. 